# Documento de Montreux
El Documento de Montreux es un documento intergubernamental, firmado en la ciudad suiza de Montreux cuya finalidad es promover el respeto del derecho internacional humanitario y las normas de derechos humanos siempre que las Empresas Militares de Seguridad Privada (EMSP) estén presentes en los conflictos armados.
El Documento recuerda las obligaciones jurídicas internacionales para los Estados que se ven involucrados con EMSP, y propone un catálogo de buenas prácticas en relación con dichas compañías, las que van desde transparentar la concesión de licencias hasta mejorar la formación, supervisión y rendición de cuentas, con el fin de garantizar el derecho internacional humanitario y los derechos humanos.
No es jurídicamente vinculante, sino que más bien constituye una recopilación de las obligaciones jurídicas internacionales y buenas prácticas pertinentes.
Este instrumento es fruto de una iniciativa conjunta del Gobierno de Suiza y la Comité Internacional de la Cruz Roja. Su elaboración concluyó el 17 de septiembre de 2008 con el consenso de 17 Estados.
A junio de 2012, 41 Estados han adherido a este Instrumento.

## Principales aspectos del Documento
- Recuerda las obligaciones jurídicas pertientes de los Estados y las EMSP y su personal en situaciones de conflicto armado;
- Contiene una recopilación de buenas prácticas para ayudar a que los Estados cumplan sus obligaciones adoptando medidas en el plano nacional;
- Describe las responsabilidades de tres tipos de Estados: los Estados contratantes (los que contratan a las EMSP), los Estados territoriales (aquellos en cuyo territorio operan las EMSP) y los Estados de origen (aquellos en los que tienen su sede las EMSP)
- Subraya que los Estados tienen la obligación de hacer respetar el derecho internacional humanitario y las normas de derechos humanos, por lo que deben adoptar medidas que contribuyan a prevenir las infracciones cometidas por las EMSP y las hagan responder por cualquier conducta delictiva;
- Recuerda que las EMSP y su personal están vinculados por el derecho internacional humanitario y deben respetar sus disposiciones en todo momento durante el conflicto armado, independientemente de su estatuto;
- Recuerda que toda infracción por parte de la EMSP y su personal puede entrañar una doble responsabilidad: por una parte, la responsabilidad penal de los autores y sus superiores y, por otra, la responsabilidad del Estado que la ordenó, dirigió o controló;
- Constituye una herramienta para que los Gobiernos ejerzan un control y supervisión eficaces sobre las EMSP, por ejemplo, mediante contratos o sistemas de concesión de licencias/autorizaciones.

## Estados que lograron consenso en Montreux
- Afganistán

- Alemania

- Angola

- Australia

- Austria

- Canadá

- China

- Estados Unidos

- Francia

- Irak

- Polonia

- Reino Unido

- Sierra Leona

- Sudáfrica

- Suecia

- Suiza

- Ucrania

## Estados que han adherido al Documento
- Macedonia del Norte(3 de febrero de 2009)
- Ecuador (12 de febrero de 2009)
- Albania (17 de febrero de 2009)
- Países Bajos (20 de febrero de 2009)
- Bosnia y Herzegovina (9 de marzo de 2009)
- Grecia (13 de marzo de 2009)
- Portugal (27 de marzo de 2009)
- Chile (6 de abril de 2009)
- Uruguay (22 de abril de 2009)
- Liechtenstein (27 de abril de 2009)
- Catar (30 de abril de 2009)
- Jordania (18 de mayo de 2009)
- España (20 de mayo de 2009)
- Italia (15 de junio de 2009)
- Uganda (23 de julio de 2009)
- Chipre (29 de septiembre de 2009)
- Georgia (22 de octubre de 2009)
- Dinamarca (9 de agosto de 2010)
- Hungría (1 de febrero de 2011)
- Costa Rica (25 de octubre de 2011)
- Finlandia (25 de noviembre de 2011)
- Bélgica (28 de febrero de 2012)
- Noruega (8 de junio de 2012)
- Lituania (13 de junio de 2012)